# Kent-Nord
Pour les articles homonymes, voir Kent (homonymie).
Circonscription électorale provinciale du Canada
Kent-Nord ((en) Kent North) est une circonscription électorale provinciale du Nouveau-Brunswick, au Canada. Elle est représentée à l'Assemblée législative depuis 1974.
De 1995 à 2014, la circonscription se nommait Rogersville-Kouchibouguac.
En 2023, une partie de Miramichi-Sud-Ouest-Baie du Vin est transférée dans Kent-Nord

## Géographie
La circonscription comprend :
- la ville de Richibouctou ;
- les villages de Rexton, Saint-Louis-de-Kent et Rogersville ;
- les communautés d'Acadieville, Collette, Murray Settlement, Rosaireville, Acadie Siding, Noinville, Kent Junction, Harcourt, Cails Mills, Fords Mills, Bass River, Targettville, Smiths Corner, Richibucto-Village, Saint-Charles, Saint-Ignace, Aldouane, Laketon, Kouchibouguac et Pointe-Sapin ;
- le parc national Kouchibouguac.

## Liste des députés
| Législature                                         | Années       | Député        | Député           | Parti                     |
| --------------------------------------------------- | ------------ | ------------- | ---------------- | ------------------------- |
| Kent-Nord Circonscription issue de Kent (1827-1974) |              |               |                  |                           |
| 48e                                                 | 1974-1978    |               | Joseph Daigle    | Libéral                   |
| 49e                                                 | 1978-1982    |               | Joseph Daigle    | Libéral                   |
| 50e                                                 | 1982-1987    | Conrad Landry |                  | Libéral                   |
| 51e                                                 | 1987-1991    | Conrad Landry |                  | Libéral                   |
| 52e                                                 | 1991-1995    | Conrad Landry |                  | Libéral                   |
| Rogersville-Kouchibouguac                           |              |               |                  |                           |
| 53e                                                 | 1995-1999    |               | Kenneth Johnson  | Libéral                   |
| 54e                                                 | 1999-2003    |               | Rose-May Poirier | Progressiste-conservateur |
| 55e                                                 | 2003-2006    |               | Rose-May Poirier | Progressiste-conservateur |
| 56e                                                 | 2006-2010    |               | Rose-May Poirier | Progressiste-conservateur |
| 56e                                                 | 2010-2010    |               | Vacant¹          | Vacant¹                   |
| 57e                                                 | 2010-2014    |               | Bertrand LeBlanc | Libéral                   |
| Kent-Nord                                           |              |               |                  |                           |
| 58e                                                 | 2014-2018    |               | Bertrand LeBlanc | Libéral                   |
| 59e                                                 | 2018-2020    |               | Kevin Arseneau   | Vert                      |
| 60e                                                 | 2020-2024    |               | Kevin Arseneau   | Vert                      |
| 61e                                                 | 2024-Présent |               | Pat Finnigan     | Libéral                   |

- ¹ Du 28 février au 27 septembre 2010, Le siège a été vacant à la suite de la nomination de Rose-May Poirier au Sénat du Canada.